# Escuderia KMC
L'Escuderia KMC fou una entitat esportiva catalana dedicada a l'automobilisme que tingué activitat entre 1972 i 1987. Tenia la seu a Barcelona i fou creada per Alexandre Plana Molina. Les seves sigles corresponen a Kàrting, Motos i Cotxes, per bé que l'entitat se centrà en l'automobilisme de competició. Durant molts anys estigué associada amb la Penya Motorista 10 x Hora. Sota la junta d'Albert Alumà, donà assistència als seus socis en les curses que es feien arreu de Catalunya i fou pionera en l'ajuda als corredors amb menys recursos. També promogué algunes curses per mitjà de campionats de slot. El 1987, quan la junta d'Alumà es retirà, l'entitat anà minvant les seves activitats.